# Entorno donde se gesta la Revolución francesa
La Revolución francesa fue un conflicto social y político, que trajo consigo cambios importantes en las concepciones teóricas respecto de un sistema de gobierno mejor, y que con avances y retrocesos, con marchas y contramarchas, provocó en el corto, mediano, y largo plazo, una serie de transformaciones trascendentes tanto en Francia como a nivel europeo y como a nivel de todo el mundo. La Revolución Francesa afectó al mundo político de su época, pero también incidió enormemente en aspectos sociales, económicos, y religiosos, y enfrentó con firmeza y violencia a partidarios y opositores de una u otra tendencia. Un conflicto de la envergadura del acontecido en Francia entre 1789 y 1799, obviamente tuvo antecedentes inmediatos y mediatos que por décadas fueron preparando el camino para que aconteciera, y que terminó germinando en Francia justo en 1789 por una serie de situaciones y acontecimientos desestabilizantes del llamado desde entonces Antiguo Régimen.
El objetivo de este artículo es el análisis de los antecedentes que de una u otra forma condujeron a que se produjera la Revolución Francesa, y particularmente de los eventos y situaciones de contexto que más incidencia tuvieron en el surgimiento del proceso revolucionario, y que se dieron en las dos décadas previas al inicio de dicho proceso. Con anterioridad a 1770 también pueden citarse situaciones y circunstancias que favorecieron la ocurrencia del llamado período revolucionario, y que el mismo transcurriera precisamente en Francia y no en otra lugar. Pero en este texto solamente se aborda ese período de 20 años.
Lo que aquí llamamos «entorno donde se gestó la Revolución Francesa (1770-1789)», no debe ser confundido con lo que se ha dado en llamar «pre-revolución francesa», pues en el primer caso se incluyen las situaciones y los hechos próximos y más marcantes, que impulsaron y provocaron la Revolución Francesa: crisis financiera 1770-1787; convocatoria a los Estados Generales de 1789; funcionamiento y resultados de la Asamblea Nacional Constituyente; toma de la Bastilla el 14 de julio de 1789. La llamada pre-revolución francesa es otra cosa, pues comprende los eventos que inmediatamente precedieron la Revolución Francesa (o sea los dos o tres años previos al inicio del proceso revolucionario), pero atendiendo a todo lo que pasó de sustantivo en ese período, se encuentren esas cosas relacionadas o no específicamente con el propio proceso revolucionario.
La llamada «pre-revolución francesa» se distingue perfectamente de lo que da en llamarse «causas de la Revolución Francesa» así como de lo que da en llamarse «entorno donde se gestó la Revolución Francesa», ya que en los dos últimos casos no se incluyen hechos y situaciones no vinculados con los procesos revolucionarios que comenzaron en 1789. Podría discutirse por cierto si una división como la aludida en tres específicos criterios e intervalos de tiempo, es útil o no al análisis del tema de fondo; sin pretender dar una respuesta definitiva a este asunto, se destaca que el par de años previos al 20 de junio de 1789 fue un período convulsionado y violento de la historia de Francia, y todo lo que en ese período ocurrió tiene un interés en sí mismo, se encuentre ligado o no a la propia Revolución Francesa.
Específicamente, las principales causas o cuestiones desencadenantes de la Revolución Francesa (en el largo plazo) fueron: revoluciones inglesa y americana; ideas nuevas del siglo de las luces reflejadas en la Encyclopédie de Denis Diderot y Jean d’Alembert; crisis institucional; crisis moral; crisis social; crisis religiosa; crisis financiera.

La utopía es el principio de todo progreso, y el diseño de un porvenir mejor.
Anatole France.

Las situaciones y los acontecimientos de entorno (1770-1789) que condujeron inexorablemente al período revolucionario francés, son los que se detallan y desarrollan en las próximas secciones.

## La crisis financiera (1770-1787)
Todo comenzó con una crisis en las finanzas reales de Louis XVI. La Corona de Francia, o sea el reino de Francia, se hundía bajo las deudas, lo que empujó al rey a querer aumentar los impuestos, a pesar de la segura oposición del llamado tercer estado.
Durante los reinados de Louis XV y Louis XVI, varios ministros, entre ellos Anne Robert Jacques Turgot, propusieron vanamente reformar la fiscalidad, mediante el sometimiento a gravamen a la ]]]nobleza]. Pero esas medidas encontraron fuerte resistencia en el parlamento, donde dominaba este estamento.
Por otra parte, Francia se había involucrado en la guerra de independencia estadounidense, proporcionando material y ayuda a los insurgentes en una primera instancia (1776), y luego en la guerra oficial a partir de 1778. La ayuda francesa naval y terrestre permitió la victoria americana, particularmente en la Batalla de Yorktown en 1781, lo que desembocó en la firma del Tratado de París de 1783. Esta aventura tuvo un enorme costo económico que unido a la situación financiera ya muy comprometida de las arcas francesas, dejaron un panorama realmente desolador.

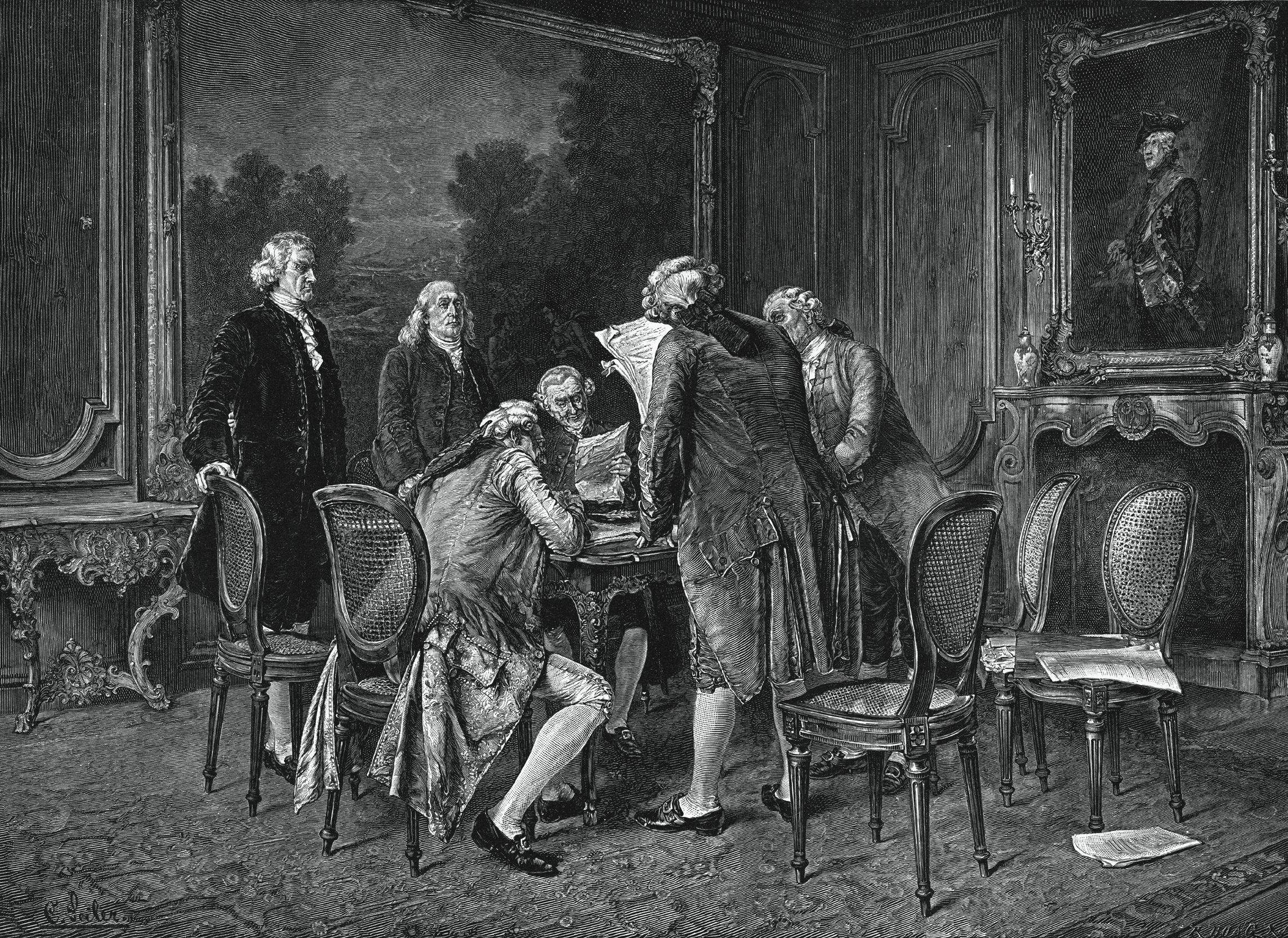
Firma de documento preliminar del Tratado de París, 30 de noviembre de 1782.

Pero la necesidad de aumentar los ingresos del reino vía impuestos, colocaba al rey en una posición difícil frente a la nobleza.
Jean-Frédéric Phélypeaux, conde de Maurepas, entonces primer ministro, eligió como ministros a «hombres nuevos» según la expresión de François Mignet, y ellos fueron Anne Robert Jacques Turgot, Chrétien de Malesherbes, y Jacques Necker, quienes uno tras otro intentaron cambiar el sistema impositivo y proceder a otras reformas, como disminuir los gastos extravagantes de la Corte, pero ninguno de los tres tuvo éxito. Estos gastos suntuarios representaban menos del 1 % de los ingresos del Estado, y el servicio de la deuda absorbía el 80 % de los ingresos. Y esa deuda enorme, en una parte importante tenía su origen en la Guerra de Independencia estadounidense, y allí estaba el verdadero problema.
A la inversa de sus predecesores, Charles Alexandre de Calonne, nombrado ministro de Finanzas en 1783, permitió de nuevo gastos extravagantes dignos de la época de Luis XIV. Pero cuando el 22 de febrero de 1787 Calonne quiso reunir una Asamblea de notables (en francés: Assemblée des notables), para tratar el asunto de la situación financiera, Francia estaba casi en bancarrota, ya que nadie quería prestar dinero al rey para cubrir los gastos de la corte y del gobierno. Según François Mignet, los empréstitos solicitados y otorgados habían sido importantes y se habían acumulado, generando un déficit anual de « 140 millones de libras». Calonne fue entonces remplazado por su principal oponente, Étienne-Charles de Loménie de Brienne, arzobispo de Sens, pero ya era demasiado tarde, y la situación permaneció sin más préstamos para el gobierno. Para tratar de encontrar una solución, la Asamblea de notables aprobó la formación de asambleas provinciales, así como una reglamentación sobre el comercio del trigo, la abolición de la llamada corvea señorial, y un nuevo impuesto sobre el timbre; y luego de estas resoluciones, los asambleístas se retiraron el 25 de mayo de 1787.
La lucha que siguió con los parlamentarios para que pudieran aplicarse estas decisiones, mostró a las claras los primeros signos del fin de la llamada sociedad del Antiguo Régimen.
Frente a todos estos problemas:
- (A) los protestantes fueron restablecidos en sus derechos (Edicto de Versalles, 1787);
- (B) Louis XVI prometió una publicación anual del estado de las finanzas reales;[20]
- (C) Louis XVI también prometió convocar los Estados Generales en los cinco años que seguirían.[20]

Los parlamentarios de provincias manifestaron entonces su oposición a la tiranía ministerial. Y en respuesta, varios nobles y entre ellos Louis Philippe II d'Orléans fueron prohibidos, lo que desencadenó una serie de decisiones contradictorias y conflictivas entre el rey y los parlamentarios en Dauphiné, Bretagne, Provence, Flandre, Languedoc, y Béarn.
A pesar de la doctrina del Antiguo Régimen según la cual Francia era una monarquía absoluta, resultaba claro que el gobierno real no podía proceder a los cambios necesarios sin el acuerdo de la nobleza. A la grave crisis financiera se sumó entonces la crisis política.

## Convocatoria a los Estados Nacionales Generales de 1789 (1788-mayo de 1789)

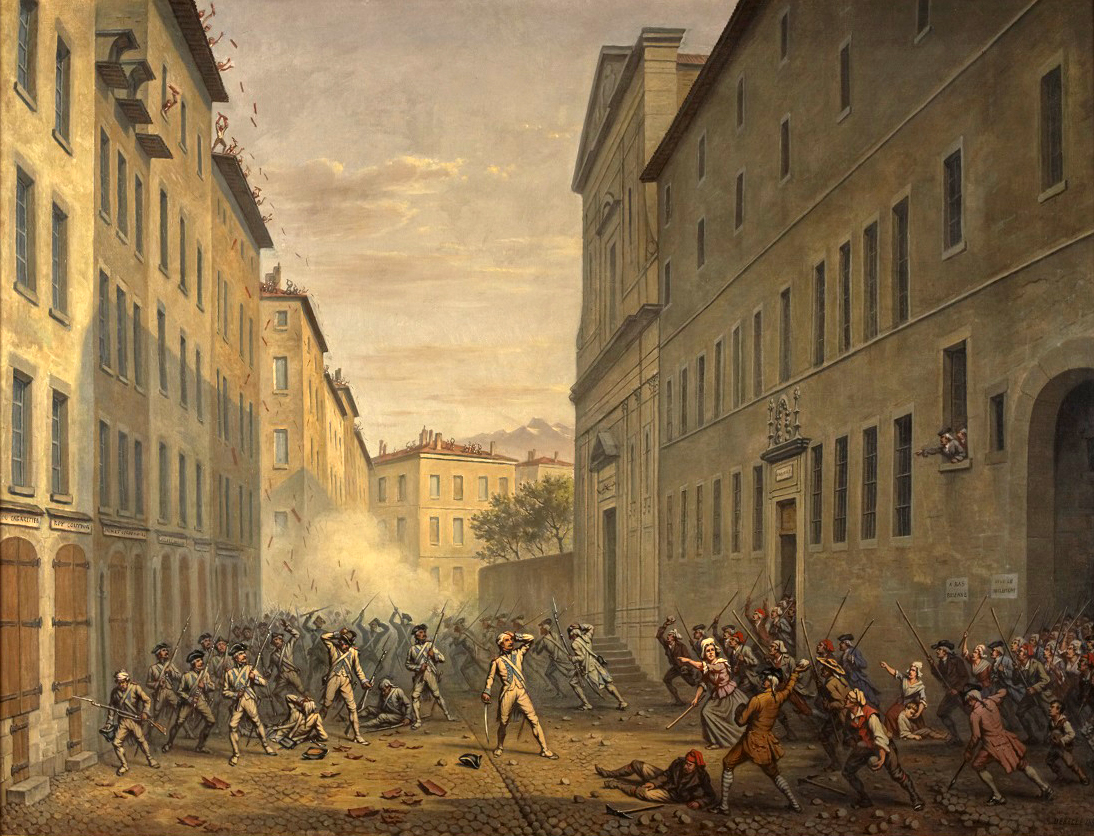
Jornada de las Tejas pintada por Alexandre Debelle un siglo después de los eventos. (Museo de la Revolución francesa)

El 13 de julio de 1787, después de la reunión de la asamblea de Estados de Dauphiné en Vizille, el parlamento y la nobleza pidieron al rey que convocara a los Estados Generales. El 18 de diciembre de 1787, el rey prometió convocar los Estados Generales en los cinco siguientes años.
En 1788 tuvo lugar la llamada « Jornada de las Tejas de Grenoble»: las protestas de las familias afectadas por la catástrofe económica se multiplicaron a partir de mayo de 1788, y el 7 de junio de ese año, los desórdenes obligaron a intervenir a la guarnición, lo que fue respondido por los habitantes de Grenoble, lanzando tejas desde los techos. Luego de ese día recordado como la « Journée des Tuiles de Grenoble», una reunión de los Estados Generales de Dauphiné (nobleza, clero, y estado llano) celebrada en el château de Vizille, decidió la huelga de impuestos mientras el rey no convocara a los Estados Generales de la provincia a efectos de tratar ese asunto de los impuestos y someterlos a votación.
Después del fracaso de Loménie de Brienne de fecha 25 de agosto de 1788, entonces encargado del control de las finanzas de la Nación, y con el retorno de Jacques Necker quien ocupó el lugar de Brienne, Louis XVI fue totalmente incapaz de restablecer el orden, y cedió a los reclamos en agosto de 1788.
La perspectiva de la convocatoria de los Estados Generales de nuevo encendió el conflicto de intereses entre la nobleza y el tercer estado (en teoría, el estado llano incluía todos los hombres del pueblo, y de hecho las clases medias, o sea la burguesía). La sociedad por cierto había cambiado desde 1614 en adelante. El clero y la nobleza representaban juntos el 2 % de la población, mientras que el tercer estado teóricamente representaba el 98 % restante, y era en ese estamento donde se acumulaba y manejaba una proporción cada vez más importante de riqueza.
Pero se planteaba un problema. El tercer estado raramente había actuado asociado a los otros dos órdenes en una Asamblea Consultiva convocada por el rey. En efecto, usualmente sólo el clero y la nobleza podían votar, y muchos burgueses veían entonces la convocatoria a los Estados Generales como una oportunidad de ganar poder.
Según el modelo de 1614, los Estados Generales debían componerse con el mismo número de representantes en cada orden. El tercer estado solicitó entonces una doble representación, pues de hecho ya la tenían en las Asambleas de Provincia. Este requerimiento se convirtió en tema de panfletos, destacándose el escrito por el abate Emmanuel Joseph Sieyès que se titulaba Qu'est-ce que le tiers état?. Necker, esperando evitar el conflicto, convocó a una segunda asamblea de notables el 6 de diciembre de 1788; pero para su disgusto, la asamblea rechazó la idea de una doble representación. La consecuencia de esta iniciativa de Necker, fue que entonces quedó completamente claro la oposición de los nobles a cualquier medida en este sentido.
Un decreto real de 27 de noviembre de 1788 estableció que los Estados Generales debían reunir al menos mil diputados, medida que en los hechos estaba garantizando la doble representación. Según François Mignet, después de las realizadas elecciones, « la delegación de la nobleza se componía de doscientos cuarenta y dos aristócratas y veintiocho miembros del Parlamento, mientras que la delegación del clero estaba integrada por cuarenta y ocho arzobispos y obispos, treinta y cinco abates o decanos, y doscientos ocho curas; por su parte, la delegación del estado llano incluía dos eclesiásticos, doce nobles, dieciocho magistrados de ciudades, doscientos miembros de condados, doscientos doce abogados, dieciséis físicos, y doscientos dieciséis comerciantes o campesinos»; otras fuentes proponen datos ligeramente diferentes de los expresados.
La fuerte proporción de curas recién señalada muy posiblemente fue debida a la reducción en los años 1770-1780 de la llamada en francés portion congrue (en español: porción mínima vital o ración mínima de subsistencia o porción minimal o porción reducida al estricto imprescindible o porción suficiente o parte del ratón). Esta portion congrue era la parte que los obispos entregaban a los curas para que pudieran vivir, y que era retirada del impuesto recaudado por la Iglesia llamado diezmo. Y la reducción de esta portion congrue fue tal en el período recién señalado, que los curas eran con frecuencia más pobres que los feligreses de sus respectivas parroquias; de ahí, la preocupación de estos religiosos por las discusiones y las decisiones que se tomarían en los Estados Generales. Claro, varias veces fue planteada esta cuestión económica, pues los curas buscaban una situación algo más favorable, pero el episcopado siempre se mantuvo en sus posiciones. Los curas pensaron aprovechar la convocatoria de los Estados Generales para nuevamente tratar este problema, y allí los privilegiados se encontraban en minoría, aun cuando se conservara el sistema de votación tradicional que no duplicaba el voto del «estado llano».
Y varias fueron las sociedades que comenzaron entonces a constituirse y formalizarse, como por ejemplo en Versalles, en abril de 1789, la llamada société des amis de la Constitution (que luego pasaría a ser el Club des Jacobinos) así como la Société patriotique de 1789 (constituido con elementos moderados del Club breton). Finalmente, en mayo de 1789 en Versalles, se abrieron los Estados Generales de 1789.

## De los Estados Nacionales generales a la Asamblea Nacional Constituyente (5 de mayo de 1789 - 17 de junio de 1789)

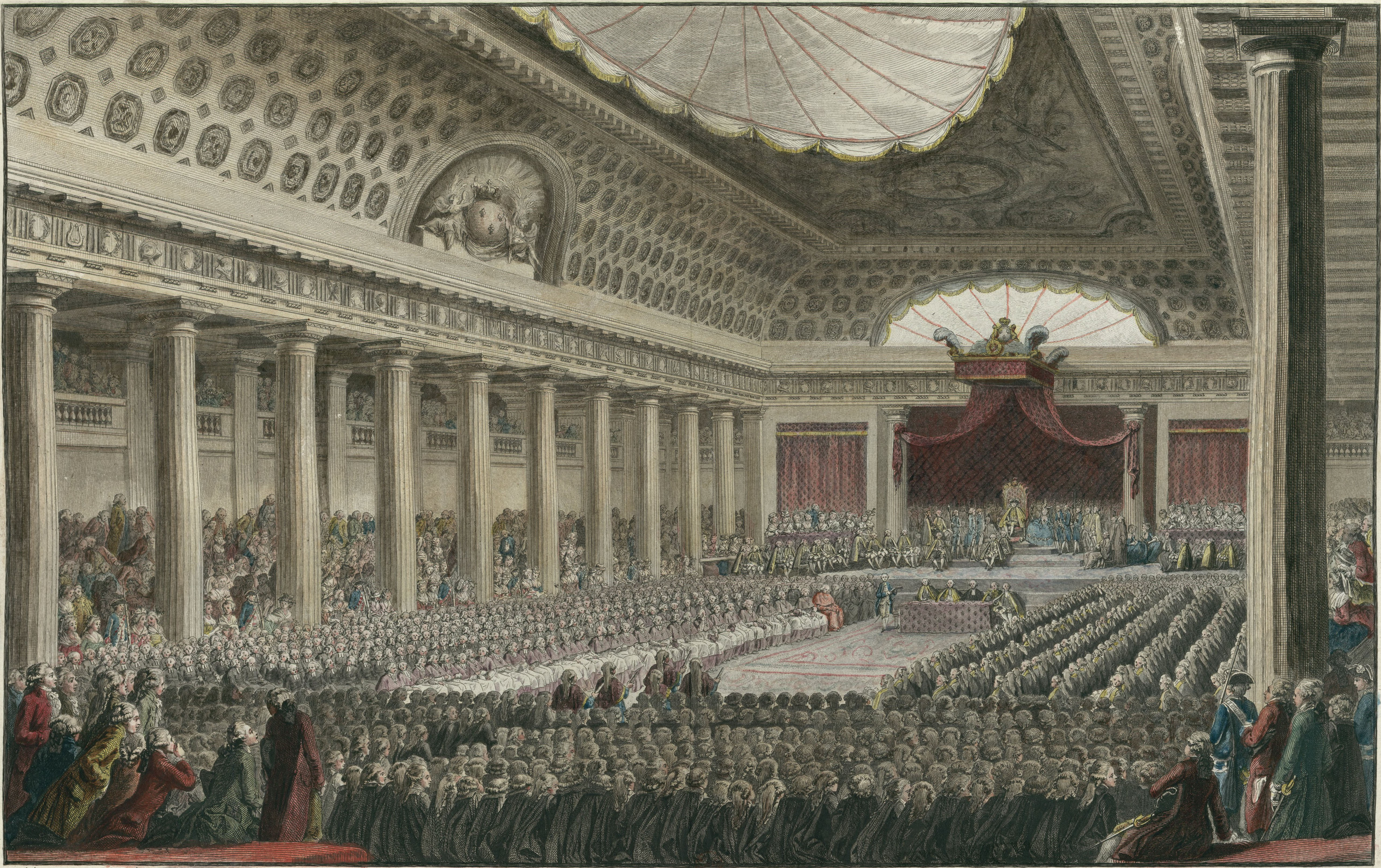
El 5 de mayo de 1789 en Versalles

Cuando los Estados Generales se reunieron en Versalles el 5 de mayo de 1789 rodeado de numerosos representantes del tercer estado, al principio se veía la doble representación del «estado llano»  como una revolución ya pacíficamente terminada y conquistada. De todas maneras, se siguió el protocolo del tiempo antiguo con la verificación de los diputados separadamente dentro de cada orden, lo que para algunos equivalió a pensar que nada estaba resuelto en cuanto a las sesiones y al sistema de votación.
Y cuando el 6 de mayo, Louis XVI y Charles Barentin se dirigieron a los diputados, los miembros del tercer estado descubrieron que el decreto real que supuestamente garantizaría la doble representación, era un engaño. Por cierto, los comunes reunían más representantes que los otros dos órdenes reunidos, pero el proceso de voto imponía que cada orden votara por separado. Así, los 578 representantes del estado llano, luego de deliberar y de tomar una decisión sobre alguna cuestión, verían que su voto colectivo pesaría lo mismo que el voto de los otros dos órdenes, con lo cual si nobles y clero votaban lo mismo, ellos siempre quedarían en minoría.
La intención aparente del rey y de Barentin era que cada orden directamente tratara el asunto de los impuestos, pues entendían que la mayor representación en cuanto al número de diputados del tercer estado era solamente simbólica, sin dar a ello ningún poder suplementario. Jacques Necker tenía una mejor relación con el estado llano, pero en esta ocasión entendía que debía concentrarse únicamente en la situación fiscal, dejando a Charles Barentin tratar la cuestión sobre la manera que los Estados Generales debían funcionar.
Tratando de evitar el asunto de la representación y de concentrarse solamente en la cuestión de los impuestos, el rey y sus ministros naturalmente evaluaron muy mal la situación. El estado llano quería que los órdenes se reunieran, y además querían votar por escrutinio (o sea, querían que se contara un voto por diputado, pero votando todos los órdenes juntos y no por separado). Los diputados del estado llano querían denunciar al absolutismo real, mientras que los otros dos órdenes creían, y la historia lo prueba, que serían sus integrantes los que finalmente se impondrían sobre el tercer estado. Justamente, el ministro Jacques Necker compartió ideas y posibilidades en este sentido con los diputados del estado llano, pero él era un astuto financista pero no muy buen político, por lo que llegado determinado momento decidió dejar este problema en la indefinición.
Así, en una primera instancia el rey preferentemente pensó en hacer concesiones a la monarquía, antes que tomar una decisión que al menos convenciera al pueblo de que había una posibilidad razonable de tener esperanzas de una mejora en su particular situación.
Se llamó a los Estados Generales que comenzaron a funcionar el 5 de mayo de 1789, pero lo primero sería la ratificación de los poderes. Honoré Mirabeau, noble pero elegido para representar al tercer estado, trató sin éxito de reunir a los tres órdenes en un solo ámbito para comenzar las discusiones. Pero en lugar de tratar directamente el asunto de los impuestos, los tres órdenes comenzaron a reunirse por separado, no para discutir sobre los urgentes asuntos económicos sino para pensar y adelantar en la organización de la legislatura y en la verificación de los representantes. El tira y afloje diplomático continuó así hasta el 27 de mayo de 1789, cuando los nobles decidieron dejar de reunirse, cerrando al menos momentáneamente la verificación. Al día siguiente, el abate Emmanuel-Joseph Sieyès (miembro del clero pero que como Mirabeau había sido elegido para representar al estado llano) declaró que ese orden proseguiría la verificación de representantes, e invitó a los otros dos órdenes a participar con ellos, pero sin esperarlos.
El 17 de junio de 1789, frente al evidente fracaso de la reconciliación entre los tres órdenes, los comunes cilminaron su proceso de verificación, pasando a ser así el único dominio cuyos poderes habían sido convenientemente verificados y legalizados. En esa situación, los comunes votaron por constituirse en Asamblea Nacional, o sea, ya no una asamblea de un orden sino del pueblo e invitaron nuevamente a los otros dos órdenes a juntarse con ellos para proseguir con las discusiones y los análisis, pero indicando claramente que tenían la intención de ocuparse de inmediato de la nación, dadas las circunstancias, ya fuera con los representantes de la monarquía y del clero o sin ellos.

## La Asamblea Constituyente y la toma de la Bastilla (17 de junio de 1789-14 de julio de 1789)

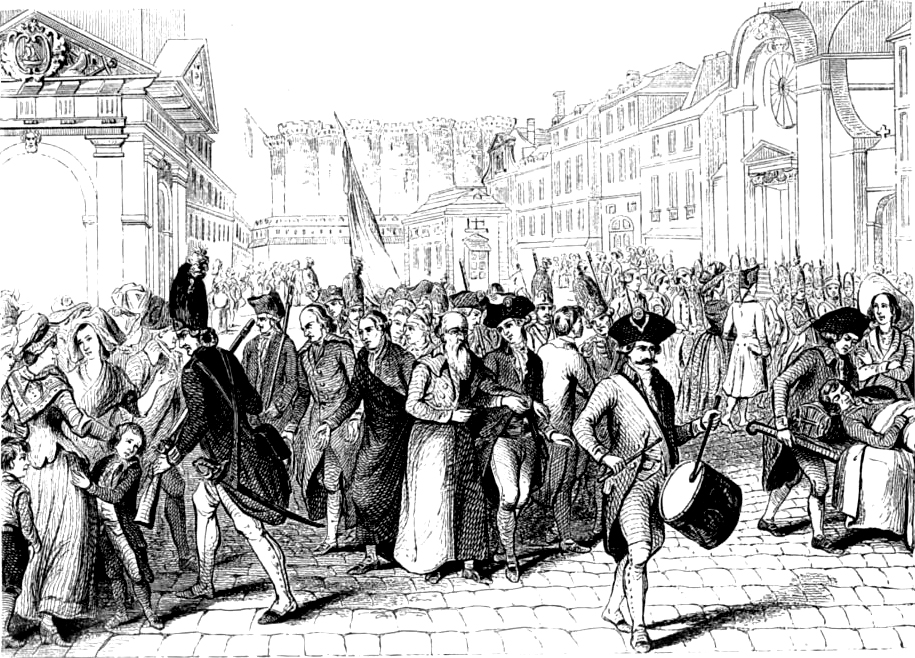
Toma de la Bastilla: La Revolución francesa fue resultado del ambiente político, económico, social, e intelectual, que presentó la década de 1780.

No bien constituida formalmente la Asamblea, comenzó a debatirse la cuestión de las finanzas. La deuda pública fue consolidada, y los impuestos existentes fueron declarados ilegales, aunque provisoriamente reconducidos durante el ejercicio de la Asamblea, lo que en alguna medida restauró la confianza de los financistas y los impulsó a seguir las sesiones. Además, se crearon varios comités para intentar resolver los problemas de falta de alimentos.
El precedente plan de Jacques Necker orientado a aceptar algunos asuntos en favor de los comunes, y plantándose firme en cuanto a otros puntos, fue desplazado de los debates en virtud de otros acontecimientos que se sucedieron.
En efecto, el rey Louis XVI estaba más interesado que muchos otros en los consejos de Necker, y por influencia de su consejo privado, resolvió ir a la asamblea, con la intención de anular los decretos aprobados, decretar la separación de órdenes, y dictar las reformas a efectuar para el funcionamiento de los Estados Generales reconstruidos. Pero el rey resolvió quedarse unos días en Marly, tomándose ese tiempo para prepararse mejor y mientras tanto ordenó el cierre de la sala de reuniones para en ese ínterin impedir que las sesiones continuaran. Visto lo sucedido, la Asamblea desplazó sus deliberaciones a la Sala del Juego de Pelota de Versalles (en francés: salle du jeu de paume), donde el 20 de junio de 1789 los diputados hicieron el Serment du Jeu de Paume, prometiendo no separarse y mantenerse en sesión mientras no estuviera pronta una constitución para Francia.
Dos días más tarde, e impedidos incluso de entrar en la sala del juego de pelota, la Asamblea Nacional comenzó a reunirse en la iglesia de Saint-Louis, donde también se les unieron la mayoría de los representantes del clero; por tanto, los esfuerzos del rey por restaurar el viejo orden y su forma de funcionamiento, sirvieron para acelerar los acontecimientos y enardecer los ánimos. Finalmente, el 23 de junio de 1789 y siguiendo sus planes iniciales, el rey se dirigió a los representantes de los tres órdenes, pero fue recibido en silencio y en un ambiente de gran tensión. El rey concluyó su discurso dando orden a todos de dispersarse, pero solo fue obedecido por los nobles y el clero, pues los comunes permanecieron sentados y en silencio. Quien habló fue el conde de Mirabeau.

« Une force militaire entoure l'Assemblée ! Où sont les ennemis de la nation ? Est-ce Catilina à nos portes ? J'exige qu'en vous investissant avec votre dignité, avec votre puissance législative, vous vous enfermiez dans le respect de votre serment. Il n'est pas permis de vous séparer jusqu'à ce que vous ayez formé une constitution. »
Traducción al español: « ¡Una fuerza militar rodea la Asamblea! ¿Dónde están los enemigos de la nación? ¿Acaso Catilina está a nuestras puertas? Exijo que por la dignidad de todos, y con apoyo de vuestro potencial legislativo, todos se encierren en el respeto a vuestro juramento. No está permitido separarse mientras no haya sido redactada una constitución. »

Y los diputados presentes fueron fieles a su promesa.
La historia registra otra respuesta que el conde de Mirabeau habría dado al marqués de Dreux-Brézé, para que la trasmitiera al rey:

« Allez dire à ceux qui vous envoient que nous sommes ici par la volonté du peuple et que nous n'en sortirons que par la force des baïonnettes ».

Jacques Necker, quien no acompañó al rey ese día del 23 de junio de 1789, cayó en desgracia frente a él, pero generó simpatías entre los miembros de la Asamblea General. Miembros del clero y cuarenta y siete nobles, entre ellos el duque de Orléans, volvieron a las reuniones en la capilla Saint-Louis, quedando así muy cerca de los comunes.
El rey movilizó las tropas alrededor de París y de Versalles, mientras numerosos mensajes de apoyo llegaban a la Asamblea de París. Finalmente, el 9 de julio de 1789, los reunidos, reconstituidas como Asamblea Nacional Constituyente, se dirigieron al rey en términos respetuosos pero firmes, solicitando el desplazamiento de las tropas (entre ellas los regimientos extranjeros, entre cuyas filas la obediencia al dignatario era de lejos mucho mayor que entre las propias tropas francesas). Pero en un acto de soberbia, Louis XVI declaró que solamente él podía juzgar la conveniencia del movimiento de tropas, asegurando a la Asamblea que las mismas estaban allí como una medida preventiva; a cambio el rey ofreció a los asambleísta desplazar las reuniones a Noyon o a Soissons (tal vez pensando así que privaría a la Asamblea del apoyo del pueblo de París, que sin duda apoyaba a los asambleístas y estaba próximo a la insurrección, a la vez que ubicaría las reuniones en lugar relativamente aislado y entre dos fuerzas).
Y estas presiones y veladas amenazas modifican el curso de los acontecimientos. Los debates políticos desbordan la propia Asamblea, y se instalan en las plazas y otros lugares de la capital. El Palacio Real y sus alrededores, se volvieron lugar de encuentro casi continuo, y una muchedumbre asaltó la prisión de Abbaye para liberar a algunos granaderos de las tropas francesas, que habían sido encarcelados por rehusar abrir fuego contra el pueblo.
El 11 de julio de 1789, con las tropas de Versailles, Sèvres, Campo de Marte, y Saint-Denis, el rey, bajo la influencia de los nobles más radicales y de su propio consejo privado, llamó nuevamente a Jacques Necker (quien antes había partido para Bruselas), intentando recomponer un nuevo ministerio. Pero poco después, el duque de Broglie, el mariscal Barrin La Galissonnière, el duque de Vauguyon, el barón de Breteuil y de Preuilly, y el superintendente (ministro) de finanzas Foulon, fueron nombrados para reemplazar a Louis Pierre de Chastenet de Puységur, Armand Marc de Montmorin Saint-Hérem, César-Guillaume de La Luzerne, François-Emmanuel Guignard de Saint-Priest, y al propio Jacques Necker.

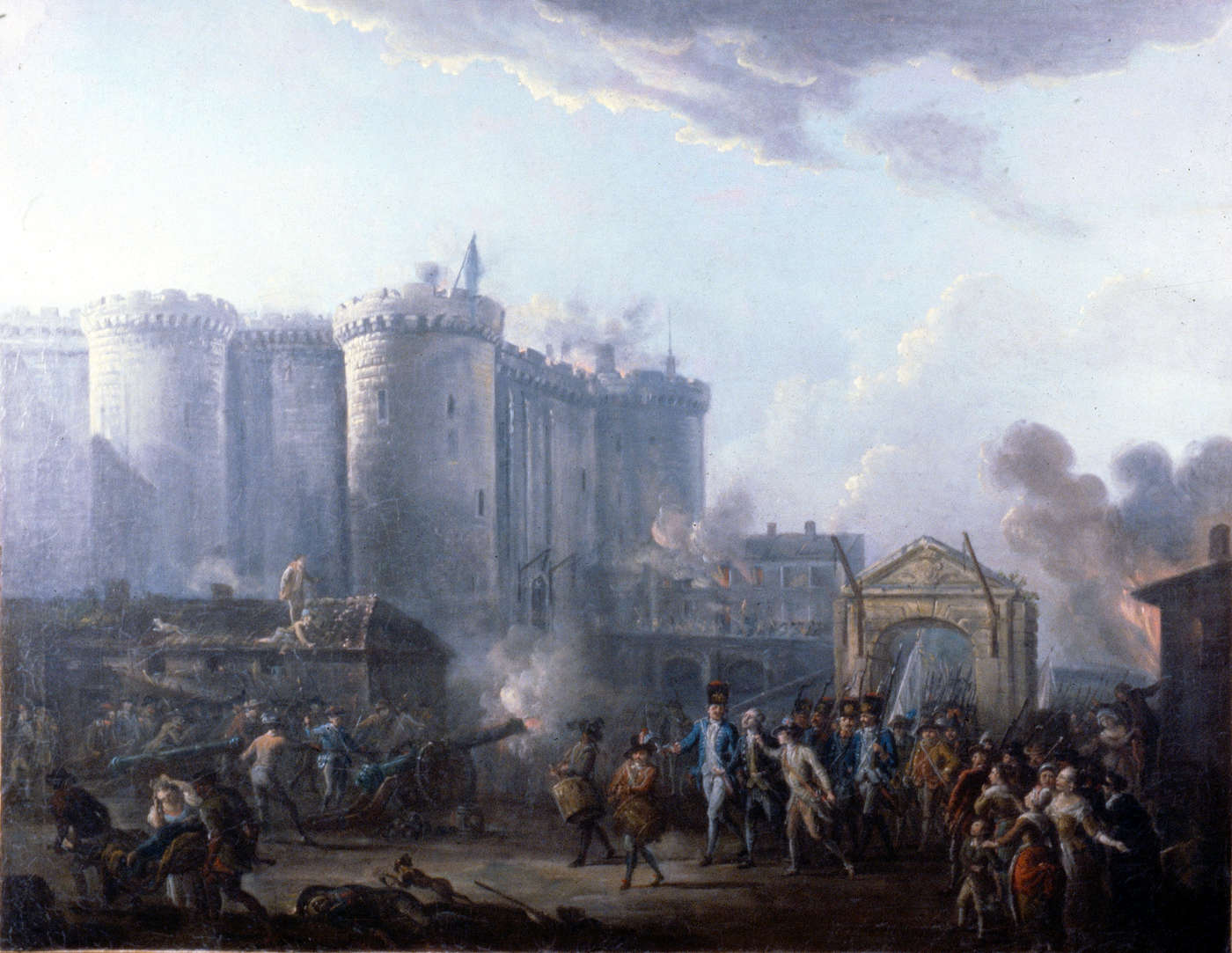
Toma de la Bastilla, 14 de julio de 1789, y el arresto de su gobernador. (Museo de la Revolución francesa).

El nuevo reenvío de Necker se supo en París en la tarde del domingo 12 de julio de 1789, y fue interpretado como un golpe de fuerza de los conservadores. La gente, con gran nerviosismo, volvió a reunirse debatiendo por toda la ciudad. Y según François Mignet, Camille Desmoulins, dirigiéndose a la gente que le rodeaba y subido a una mesa, exclamaba a viva voz:

« Citoyens, il n'y a pas de temps à perdre ; le renvoi de Necker est le signal d'une Saint-Barthélemy des patriotes ! Cette nuit, les régiments allemands et suisses quitteront le champ de Mars pour tous nous massacrer ; notre seule ressource est de prendre les armes ! »
Traducción al español: « Ciudadanos, no hay tiempo que perder. ¡El reenvío de Necker es señal de una próxima masacre de patriotas! Esta noche, los regimientos alemanes y suizos abandonarán el Campo de Marzo para matarnos. ¡Nuestra única salida es la de tomar las armas! »

Una muchedumbre cada vez más grande, llevando bustos de Necker y del duque de Orléans, se desplazó hasta la place Vendôme donde estaba un destacamento de Royal-allemand, enviándoles una gran lluvia de piedras. Y sobre la place Louis XV, los dragones del príncipe de Lambesc tiran sobre quien llevaba uno de los bustos; igualmente, un soldado fue abatido, por lo que Lambesc y los suyos persiguieron a los manifestantes, atacándoles no solamente a ellos sino también a todos los que se cruzaban en su camino.
Un regimiento de la guardia francesa, favorable a la causa popular, en ese momento quedó firme en sus posiciones, dejando hacer. Con París transformado en una revuelta general, Lambesc pasó a desconfiar de sus soldados, y apostó sesenta dragones delante de su depósito de la Chaussée-d'Antin. Pero de nuevo, una medida únicamente de precaución, solamente sirvió como una provocación. Llegaron entonces guardias franceses armados, mataron a dos dragones e hirieron a otros tres, y pusieron al resto en fuga. Y así, la rebelión ciudadana incorporó a sus filas y a su causa a todo un regimiento entrenado.
Los rebeldes se reunieron entonces en el Hôtel de Ville, e hicieron sonar el tocsin. Pero la desconfianza entre los consejeros que entonces llegaron a ese lugar, debido a la muchedumbre que les rodeaba y el desorden, se agravó por la incapacidad de la municipalidad para dar armas al pueblo parisino. Y entre la confusión, la insurrección política, y el pillaje oportunista, París se transformó en un caos. En Versalles, la Asamblea continuó manteniéndose firme en sus posiciones, y desarrollando una sesión continua como manera de no ser privado de nuevo de su espacio de reunión.